# Лев ушёл из дома
«Лев ушёл из дома» (азерб. Şir evdən getdi) — детский музыкальный фильм, в двух частях, снятый в 1977 году по заказу Государственного комитета Совета Министров СССР по телевидению и радиовещанию советским режиссёром Расимом Исмайловым по мотивам одноимённой сказки-повести Юрия Яковлева. Премьерный показ по Первой программе ЦТ состоялся 15—16 июля 1978 года .

## Сюжет
Музыкальная сказка о льве, которому стало скучно жить в зоопарке и он уходит бродить по городу Баку, где познакомился и подружился с мальчиком Рустамом.

## В ролях
- Юрий Сенкевич — лев (поёт Всеволод Абдулов)
- Сергей Юрский — свирепый охотник / экскурсовод / сторож зоопарка
- Эльхан Джафаров — Рустам
- Всеволод Абдулов — смотритель
- И. Мамедов — бегемот
- Шукюфа Юсуфова — жираф
- Инара Гулиева — кенгуру
- Лидия Поветкина — обезьяна
- Алмаз Ахмедова — обезьяна
- Сафура Ибрагимова — лисица
- Яшар Нуриев — папа
- Сусанна Меджидова — бабушка
- Ибрагим Лемберанский — Мурадик
- Джамиля Мурадасилова — Фатима
- Фазиль Салаев — пожарный
- Надир Аскеров — пожарный
- Алескер Мамедоглы — пожарный
- Кямиль Магеррамов — шашлычник
- Агшин Расулов — милиционер
- Али Ахвердиев — дрессировщик.

В эпизодах:
Таниля Ахмерова — учительница Шафига, Р. Рустамов, А. Мамедзаде, Гюмрах Рагимов — тигр, Эльхан Агагусейноглы — зверь в аэропорту, И. Кязимов, С. Багирзаде, Д. Ахмедов, Рена Салимова — зебра, С. Расулова, И. Зейналова, Л. Золотова, О. Баратова, И. Владимирова, Мубариз Алиханоглы — зверь, Рамиз Азизбейли — водитель.
- В фильме снимались:

- артисты балета Азербайджанского Государственного театра оперы и балета им. М. Ф. Ахундова,
- малыши детсада № 83 Наримановского района города Баку,
- лев Кинг II, слониха Рада.

- Песни исполняли Флора Керимова и Мирза Бабаев.

## Съёмочная группа
- Автор сценария: Юрий Яковлев
- Режиссёр-постановщик: Расим Исмайлов
- Операторы-постановщики: Расим Исмайлов, Шариф Шарифов
- Художник-постановщик: Фирангиз Курбанова
- Композитор: Тофик Кулиев
- Звукооператор: Акиф Нириев
- Балетмейстер: Наиля Назирова
- Художники:

по костюмам — С. Ахвердиева
по гриму — В. Березняков
бутафор — А. Вольчук
- Режиссёры: А. Рустамов, Р. Алиев
- Ассистенты:

режиссёра — Т. Атакишиев, З. Шихлинский, С. Ахмедов
оператора — Ю. Варновский, В. Романов
художника — А. Мамедов, Э. Мурадова
- Комбинированные съёмки:

оператор — Гамза Ахмед
художник — М. Рафиев
- Дрессировщики: Л. Берберов, Н. Берберова, Т. Филатова, А. Горин
- Монтаж: Р. Ибрагимовой
- Текст песен: Ю. Яковлева, А. Ахундовой
- Редактор: Д. Таирова
- Инструментальный ансамбль «фирмы Мелодия» и симфонический оркестр Госкино СССР. Дирижёр — Г. Гаранян
- Директор: Инесса Сафронова

## Технические данные
- Цветной, 2 части, по 64 минуты.
- Фильм снят на плёнке «Свема» Шосткинского химкомбината.

## Интересные факты
- Роль льва исполнил «берберовский» лев Кинг II.
- На сайте IMDb (по ссылке в карточке) актёр Юрий Вячеславович Сенкевич (р. 1955), занятый в этом фильме, перепутан с телеведущим Юрием Александровичем Сенкевичем (1937—2003).